# Pokutująca Maria Magdalena (obraz Gaspara Becerry)
Pokutująca Maria Magdalena (hiszp. Magdalena penitente) – obraz olejny hiszpańskiego malarza Gaspara Becerry, znajdujący się w kolekcji Muzeum Prado.

## Opis obrazu
Święta Maria Magdalena leży uśmiechnięta pośród krajobrazu niebieskawych gór i chmur. Opiera się o skałę, a w lewej ręce trzyma krucyfiks. Po lewej stronie widoczne jest naczynie z balsamem, czaszka i otwarta książka. Ma na sobie jasny strój, który pozostawia odkryte nagie ramię i czerwony płaszcz.

## Proweniencja
Obraz znajdował się w zakrystii klasztoru Santa Cruz dominikanów w Segowii, skąd trafił do madryckiego Muzeum Trójcy Świętej połączonego w 1872 z Muzeum Prado.